# حزب الليبرتاريين
حزب الليبرتاريين (بالإنجليزية: Libertarianz ) هو حزب سياسي في نيوزيلندا (ومن هنا جاءت اللاحقة -nz) يدعو إلى الليبرتارية، مُفضلًا الحكم الذاتي وتقليص سلطة الحكومة على الأفراد. كانت فلسفة آين راند المعروفة باسم الموضوعية مصدر تأثير رئيسيًا على الحزب. يعكس شعاره: «المزيد من الحرية، والقليل من الحكومة» الأساس العام لبرنامجه السياسي. دخل الحزب حالة خمول وشُطب من السجل بناءً على طلبه في 29 يناير عام 2014.

## الخلفية
تأسس حزب الليبرتاريين في أواخر عام 1995 على يد إيان فريزر، الذي شغل منصب الزعيم الأول للحزب. لاحقًا تولت ليندساي بيريجو، وهي مذيعة نيوزيلندية معروفة في إذاعة وتلفزيون نيوزيلندا، قيادة الحزب. بعدها بيتر كريسويل ثم راسل واتكنز. وعند شطب تسجيل الحزب، كان ريتشارد ماغراث يتولى القيادة، بينما كان شين بليزانس رئيسًا للحزب.
تٌعد الحملة الأولى للحزب في انتخابات عام 1996، هي أول انتخابات تُجرى وفق نظام العضو الإضافي (AMS). ولم تحظ مشاركة حزب الليبرتاريين في تلك الانتخابات باهتمام يُذكر من الرأي العام، إذ حصل الحزب على 671 صوتًا (0.03%)، ما وضعه في المركز التاسع عشر. في انتخابات عام 1999، حقق الحزب أداءً أفضل نسبيًا بحصوله على 5,949 صوتًا (0.29%)، ما وضعه في المركز الحادي عشر، والرابع بين الأحزاب التي لم تحصل على مقاعد في البرلمان. لم يشارك الحزب في التصويت الحزبي بانتخابات عام 2002، وذلك بسبب إغفال إرسال شيك الحزب المصرفي إلى السلطات الانتخابية في الموعد المحدد. وبناءً على ذلك، تمكّن الحزب من خوض الانتخابات فقط من خلال مرشحين فرديين في الدوائر الانتخابية، إذ حصل مرشحو الحزب الخمسة مجتمعين على 672 صوتًا.

### قضية دارنتون ضد كلارك
في 29 يونيو عام 2006، قدّم برنارد دارنتون دعوى أمام المحكمة العليا ضد هيلين كلارك، متهمًا إياها باختلاس أموال عامة لدفع تكاليف بطاقات التعهد الخاصة بحزب العمال خلال انتخابات عام 2005. وصف بعض المعلقين هذه الدعوى بأنها مجرد خدعة، رغم أنها حظيت بتغطية إعلامية معينة مع تزايد القلق بشأن تمويل بطاقات التعهد. في يوم الأحد 10 سبتمبر من عام 2006، نُشرت هذه الدعوى موضوعًا لتقرير في الصفحة الأولى من صحيفة ذا صنداي ستار-تايمز. رد حزب العمال بسرعة باتهام حزب الليبرتاريين بأنه جزء من مؤامرة مع حزب الوطني، مدعيًا أن الحزب الصغير لا يمكنه تحمل تكاليف رفع مثل هذه القضية أمام المحكمة.
في أكتوبر عام 2006، وبعد أن أصدر المدقق العام تقريرًا أعلن فيه أن اختلاس الأموال كان غير قانوني، أعلن حزب العمال وأحزاب سياسية أخرى على الفور أنهم سيسددون الأموال. في 17 و18 أكتوبر، أقرت الأغلبية، متضمنةً حزب العمال، قانونًا في البرلمان بغرض «إضفاء الشرعية بأثر رجعي» على هذا الإنفاق، ما جعله قانونيًا، وهو ما يتطلبه قانون المالية العامة لعام 1989. ومع ذلك، فقد جعل هذا الإجراء فعليًا الإنفاق غير القانوني محصّنًا ضد أي ملاحقة قضائية. وردًا على ذلك، أعلن حزب الليبرتاريين يوم 18 أكتوبر عام 2006 مصطلح «جمهورية الموز»، وأصدر عدة بيانات صحفية.

### الحلّ (2014)
في يناير عام 2014، طلب زعيم الحزب ريتشارد ماغراث من لجنة الانتخابات شطب تسجيل الحزب، نظرًا لاستحالة القيام بالمهام الإدارية العملية، مثل الحفاظ على العضوية، بسبب الطبيعة الجزئية والتطوعية لعضوية الحزب وهيئته التنفيذية. شطبت اللجنة تسجيل الحزب في 29 يناير عام 2014. وبدلًا من ذلك، نصح ماغراث أعضاء الحزب السابقين بدعم حزب أكت نيوزيلندا تحت القيادة التنظيمية لرئيس الحزب المنتخب حديثًا، جيمي وايت.